# Norma M30
La Norma M30 è una vettura sport prototipo appartenente alla categoria LMP3 progettata dal costruttore francese Norma Auto Concept e dal cofondatore dell'azienda Norbert Santos, prodotta dal 2017 al 2020. 
La Norma M30 ha vinto la Michelin Le Mans Cup 2017 nel suo anno di debutto, iscritta dalla scuderia DKR Engineering.